# クリシュナの永遠の愛
17,000,000 回以上再生 された「ミトワ ハマーレ」として知られるクリシュナの永遠の愛は、GreenGoldTV によって作成された映画  クリシュナ - カンス ヴァド  の曲です。バリ・ブラームバット、クリシュナ大王、プラナリによる曲、2022年のラジオ編集ミュージシャンのINCUBIUSがGreenGoldTVでこの曲のラジオ編集バージョンを作成し、2024年から2009年にかけてiTunesチャートアジアトップ200の155位にランクインした。 -27

## 創造
この曲は、2007 年にカートゥーン ネットワーク インドで公開されたクリシュナ カンス ヴァド映画  のために作られました。この映画は、GreenGoldAnimation によって製作された 4 部構成の連続映画「クリシュナ」の一部でした。

### ムービーパート
クリシュナ - 誕生 (所要時間: 75 分)
クリシュナ - マカン・コール (所要時間: 75 分)
ヴリンダーヴァン映画のクリシュナ (収録時間 : 72 分)
クリシュナ・カンサ・ヴァド映画 (収録時間 : 68 分)

## 歌手
バリ ブラームバット
クリシュナ大王
プラナリ

## 作曲家
ヤシュ・バラドワジ

## ラジオ編集
インキュビアス

## 参照
1. ↑  Green Gold TV - Official Channel (2012-09-15), Krishna Eternal Love Song 2024年10月24日閲覧。
2. ↑  “Celebrate Janmashtami With These Must-Watch Animated Krishna Adventures” (英語). Outlook India (2024年8月23日). 2024年10月24日閲覧。
3. 1 2   (英語) Krishna - Mitwa Hamare Song Download: Play & Listen Krishna - Mitwa Hamare all MP3 Song by Sunil Kaushik @Gaana 2024年10月24日閲覧。
4. ↑  “Krishna's Eternal Love - Radio Edit Radio”. Spotify. 2024年10月24日閲覧。
5. ↑  “Instagram”. www.instagram.com. 2025年4月17日閲覧。
6. ↑  “Devilraj Chart Positions on Spotify, Apple Music and Other Streaming Services”. web.archive.org (2024年9月27日). 2024年10月24日閲覧。
7. 1 2  “Krishna Kans Vadh” (英語). www.india.com. 2024年10月24日閲覧。
8. 1 2  https://www.hindustantimes.com/india/celebrates-r-day-with-krishna-makhan-chor/story-slZwGx388wx3qbc818Za6N.html
9. ↑  “Indiantelevision.com's Kidology: Cartoon Network to premier 'Krishna: The Birth' on Janmashtmi”. web.archive.org (2007年2月9日). 2024年10月24日閲覧。
10. ↑  “'Krishna' casts spell over Harry Potter!”. The Economic Times. (2007年10月14日). ISSN 0013-0389 2024年10月24日閲覧。
11. ↑  “Singer Bali Brahmbhatt back after six years”. The Times of India. (2011年12月21日). ISSN 0971-8257 2024年10月24日閲覧。